# Maurice Forget
Pour les articles homonymes, voir Forget.
Maurice Forget, né le 13 août 1944 à Ambrières-les-Vallées et décédé le 27 juillet 2010 à Neuilly-sur-Seine, est un chef d'entreprise français, fondateur du groupe Forget Formation.

## Biographie

### Vie privée
Maurice Forget est le père de Sandrine Barbault-Forget, présidente de l’organisation du rallycross de Mayenne.
Il est décédé à l’hôpital américain de Paris mardi 27 juillet 2010.

### Activités professionnelles
Jeune, Maurice Forget s’oriente vers la boucherie et suit les études professionnelles de boucher. À vingt ans, il change de voie et reprend une petite auto-école créée par son père. En 1971, il se lance dans la formation à la conduite de poids lourds, et ouvre, en 1975, des centres de formation à Rennes, au Mans, à Tours, et à Nantes. 
Le groupe Forget, revendu par Maurice Forget au groupe Andros, est l’un des leaders du secteur[réf. nécessaire] de la formation professionnelle, et des stages de préparation aux différents CACES.
En 2010, Forget Formation dispose de 22 centres de formation, reçoit 55 000 stagiaires et réalise un chiffre d’affaires de 27 millions d’euros.

### Rallycross
Maurice Forget est à l’initiative du rallycross de Mayenne. S’étant lié d’amitié avec le champion Gustave Tarriére, ce dernier lui fait découvrir l’univers de la compétition automobile. Le rallycross devient alors une passion, à laquelle il consacre une grande partie de son temps et de son énergie.

### Hommages
Le circuit de rallycross de Châtillon-sur-Colmont porte le nom de « circuit Maurice-Forget » depuis de nombreuses années.